# Govinadinni, Bilgi
Govinadinni là một làng thuộc tehsil Bilgi, huyện Bagalkot, bang Karnataka, Ấn Độ.